# Sindaci di Condofuri
Di seguito l'elenco cronologico dei sindaci di Condofuri e delle altre figure apicali equivalenti che si sono succedute nel corso della storia.
| Periodo          | Periodo           | Primo cittadino                                   | Partito                         | Carica                    | Note                 |
| ---------------- | ----------------- | ------------------------------------------------- | ------------------------------- | ------------------------- | -------------------- |
| 16 febbraio 1989 | 13 luglio 1991    | Giovanni Saverio Nucera                           | Partito Socialista Italiano     | Sindaco                   | [ 1 ]                |
| 15 luglio 1991   | 23 giugno 1993    | Giovanni Saverio Nucera                           | Partito Socialista Italiano     | Sindaco                   | [ 1 ] [ 2 ]          |
| 23 giugno 1993   | 1 dicembre 1993   | Leonardo Richichi                                 |                                 | Commissario straordinario | [ 3 ]                |
| 1 dicembre 1993  | 31 maggio 1995    | Girolamo Mangiola                                 | Democrazia Cristiana            | Sindaco                   | [ 4 ] [ 5 ]          |
| 31 maggio 1995   | 5 luglio 1995     | Demetrio Martino                                  |                                 | Commissario prefettizio   | [ 6 ]                |
| 5 luglio 1995    | 20 novembre 1995  | Demetrio Martino                                  |                                 | Commissario straordinario | [ 7 ]                |
| 20 novembre 1995 | 17 settembre 1998 | Pasquale Fascì                                    | Alleanza Nazionale              | Sindaco                   | [ 8 ] [ 9 ]          |
| 19 ottobre 1998  | 14 giugno 1999    | Felice Iracà                                      |                                 | Commissario straordinario | [ 10 ]               |
| 14 giugno 1999   | 14 giugno 2004    | Giovanni Saverio Nucera                           | Lista civica di centro-sinistra | Sindaco                   | [ 11 ]               |
| 14 giugno 2004   | 8 giugno 2009     | Filippo Lavalle                                   | Lista civica                    | Sindaco                   | [ 12 ]               |
| 8 giugno 2009    | 12 ottobre 2010   | Antonino Caccamo                                  | Lista civica                    | Sindaco                   | [ 14 ] [ 15 ]        |
| 12 ottobre 2010  | 30 ottobre 2012   | Giuseppe Castaldo Antonia Surace Laura Tortorella |                                 | Commissari straordinari   | [ 16 ] [ 17 ] [ 18 ] |
| 30 ottobre 2012  | 11 giugno 2018    | Salvatore Mafrici                                 | Lista civica                    | Sindaco                   | [ 20 ]               |
| 11 giugno 2018   | 16 maggio 2023    | Tommaso Iaria                                     | Lista civica                    | Sindaco                   | [ 22 ]               |
| 16 maggio 2023   | in carica         | Filippo Paino                                     | Lista civica                    | Sindaco                   | [ 24 ] [ 25 ]        |